# Jacksonia campanulata
Jacksonia campanulata är en insektsart. Jacksonia campanulata ingår i släktet Jacksonia och familjen långrörsbladlöss. Inga underarter finns listade i Catalogue of Life.